# Не рекох ли ти
„Не рекох ли ти” је југословенски и македонски филм први пут приказан 12. јуна 1984. године. Режирао га је Стево Црвенковски а сценарио је написао Русомир Богдановски.

## Улоге
| Глумац                    | Улога               |
| ------------------------- | ------------------- |
| Ристо Шишков              | Александар Турундзе |
| Петре Арсовски            |                     |
| Благоја Спиркоски Џумерко |                     |
| Никола Коле Ангеловски    |                     |
| Марин Бабић               |                     |
| Јорданчо Чевревски        |                     |
| Љупчо Петрушевски         |                     |
| Гјоргји Колозов           |                     |
| Димитар Гешоски           |                     |
| Мето Јовановски           |                     |

Остале улоге ▼
| Глумац             | Улога |
| ------------------ | ----- |
| Диме Поповски      |       |
| Ацо Стефановски    |       |
| Томе Моловски      |       |
| Снежана Стамеска   |       |
| Тодор Николовски   |       |
| Катина Иванова     |       |
| Славица Јовановска |       |
| Мирче Доневски     |       |